# Qarah Shāhverdī
Qarah Shāhverdī är en ort i Iran.   Den ligger i provinsen Khorasan, i den nordöstra delen av landet, 600 km öster om huvudstaden Teheran. Qarah Shāhverdī ligger 1 578 meter över havet och antalet invånare är 802.
Terrängen runt Qarah Shāhverdī är lite bergig. Runt Qarah Shāhverdī är det ganska tätbefolkat, med 54 invånare per kvadratkilometer. Närmaste större samhälle är Qūchān, 18,9 km öster om Qarah Shāhverdī. Trakten runt Qarah Shāhverdī består i huvudsak av gräsmarker.